# Morād Tappeh
Morād Tappeh (persiska: مراد تپه) är en ort i Iran.   Den ligger i provinsen Alborz, i den nordvästra delen av landet, 100 km väster om huvudstaden Teheran. Morād Tappeh ligger 1 166 meter över havet och antalet invånare är 470.
Terrängen runt Morād Tappeh är platt norrut, men söderut är den kuperad. Runt Morād Tappeh är det ganska glesbefolkat, med 27 invånare per kvadratkilometer. Närmaste större samhälle är Eshtehārd, 6,8 km öster om Morād Tappeh. Trakten runt Morād Tappeh består i huvudsak av gräsmarker.